# Lance Henriksen
Lance James Henriksen (Nueva York; 5 de mayo de 1940) es un actor estadounidense famoso por sus actuaciones en la saga Alien, en la serie Millennium y en películas como Powder o The Terminator. Henriksen es un experimentado actor de películas de acción, ciencia ficción y terror de serie B, y cuenta en su extensa filmografía con casi 200 películas.[cita requerida]

## Biografía

### Previo a su carrera
Nacido en Nueva York, su padre James Marin Henriksen fue un boxeador noruego nacido en Tønsberg y su madre Margueritte Werner trabajo como modelo, camarera y profesora de baile. Estudió en el Actors Studio y empezó su carrera fuera de Broadway en la obra del dramaturgo Eugene O'Neill, Three Plays of the Sea. Debido a la temprana separación de sus padres Henriksen atravesó varios problemas durante toda su etapa estudiantil, llegando hasta el punto de no saber leer correctamente, aprendiendo a una avanzada edad después de tener que leer muchos guiones.

### Carrera artística
Una de sus primeras apariciones en el cine fue en la película Tarde de perros, dirigida por Sidney Lumet, después de lo cual trabajaría con él en Network, un mundo implacable y en El príncipe de la ciudad.
Intervino posteriormente en el filme de Steven Spielberg, Close Encounters of the Third Kind, con Richard Dreyfuss y Francois Truffaut. A continuación trabajó en  La Profecía II y en el largometraje del director Philip Kaufman, Elegidos para la gloria, en la que Henriksen interpretaba al astronauta del proyecto Mercurio y comandante Walter Schirra, Jr.
James Cameron le contrató para su primera película como director, Piraña II: Los vampiros del mar, tras la que actuaría en The Terminator, y posteriormente encarnaría al androide Bishop en el clásico de ciencia ficción, Aliens, que después repetiría en Alien 3.
Entre su extensa filmografía, Lance cita Hard Target como una de sus favoritas de las películas en las que ha trabajado. Además, considera a John Woo como uno de los mejores directores con los que ha trabajado, diciendo: «Woo me dejó hacer el verdadero trabajo como actor, y la palabra "No" nunca salió de su boca». Henriksen lo describió como «amable, comunicativo y comprensivo». Incluso escenas que aparentemente salieron mal como aquella en la que el abrigo de Lance se incendia quedaron intactas en el montaje final. Henriksen comentó sobre el filme: «Mi entrenamiento me obligó a utilizar hasta la última célula de mi cuerpo, que acabó sucumbiendo al cansancio. Competí con Van Damme utilizando una tremenda voluntad en contraposición a su fuerza de hierro. Me mantuve firme aunque [Van Damme] no me cayó bien hasta el final del rodaje, cuando decidimos darle un acabado más intenso a la película.» La película le reportó el Premio Saturn en la categoría de Mejor Actor de Reparto.
El director Sam Raimi le contrató para Rápida y mortal, dando la réplica a Russell Crowe, Sharon Stone y Gene Hackman.

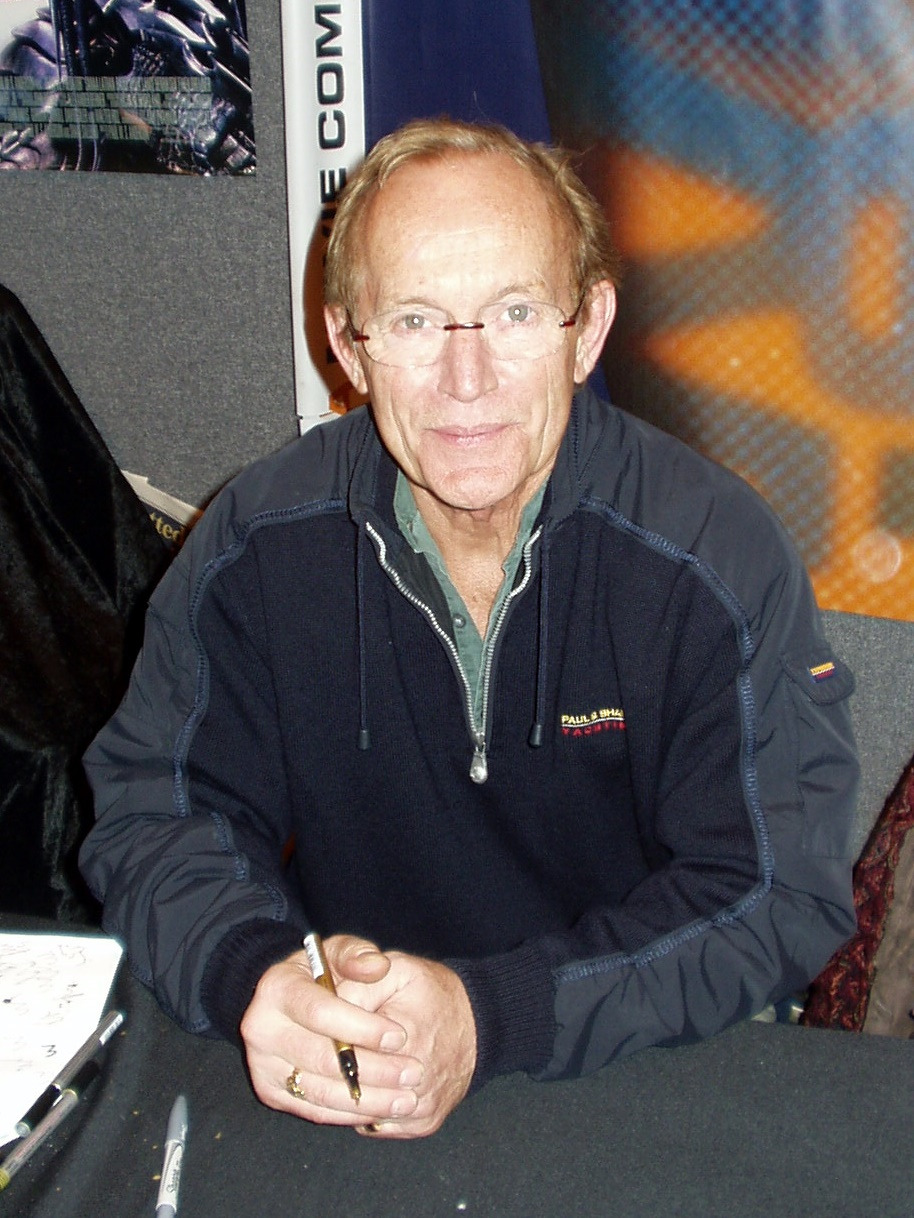
Henriksen en Birmingham en el año 2005.

En 1996 el creador de la exitosa serie The X-Files, Chris Carter le concedió a Lance el papel protagonista en su nueva serie Millennium, la serie fue aclamada por la crítica y emitida en Fox-TV. Su interpretación del papel de Frank Black, agente del FBI retirado que tiene la facultad de meterse en la cabeza de los asesinos, le reportó tres nominaciones en años sucesivos a los Globos de Oro® en la categoría de Mejor Interpretación Masculina en una Serie de Drama y una nominación en los Premios People's Choice como Nuevo Actor Favorito de televisión. Tras dos temporadas de éxito, se estrenó la tercera temporada, que acabaría por ser la última, ya que tanto la calidad como el número de espectadores se redujo considerablemente. Henriksen siempre ha defendido la serie, incluso tras más de una década desde su cancelación, mentando el interés por una continuación o una versión cinematográfica.
Entre los restantes trabajos en el cine se pueden destacar la película de culto de vampiros de Kathryn Bigelow, Near Dark y después trabajó en Al filo de la sospecha; Double Indemnity; The Horror Show; Survival Quest; Johnny Handsome, a las órdenes de Walter Hill; Pit and the Pendulum; Jennifer 8, bajo la dirección del guionista y director Bruce Robinson; el filme del director Richard Rush, El color de la noche; Powder; Dead Man, del guionista y director Jim Jarmusch; y Alien vs. Predator, del guionista y director Paul W. S. Anderson. Un dato curioso sería el hecho de que Henriksen, junto a Bill Paxton, son los únicos actores que han sido aniquilados por un Alien, un Terminator y un Depredador.

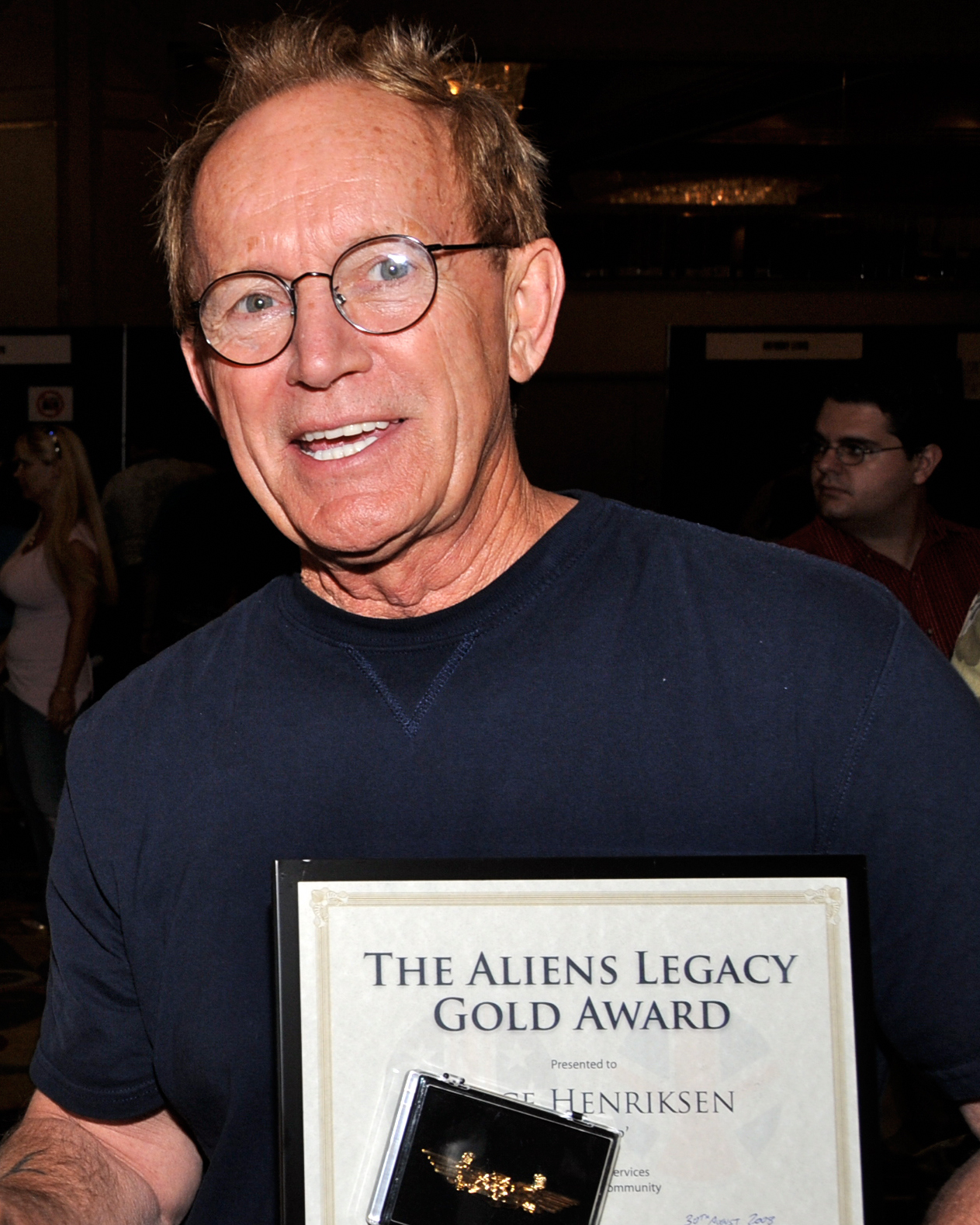
Henriksen en una convención en el año 2008.

Estuvo nominado a un premio Golden Satellite por su interpretación de Abraham Lincoln en la película original de TNT, The Day Lincoln Was Shot, y ha tenido papeles de protagonista en la premiada en los Premios Emmy, Dark End of the Street, de la PBS; y en Tales from the Crypt, de la HBO; en Cutting Cards y en Yellow. También interpretó a Charles Bronson en la película para televisión, Reason for living: The Jill Ireland story. Entre las últimas realizadas se encuentra el biopic de Evel Knievel, a las órdenes de John Badham, de la que es productor ejecutivo Mel Gibson, las secuelas del film que ya protagonizó anteriormente Pumpkinhead realizadas para el canal SyFy y Ladies of the House junto a Pam Grier.
Henriksen pose una distintiva voz profunda que la ha usado para su trabajo como doblador de voz. Respecto a su participación en película animadas como la de Disney, Tarzán, interpretando a Kerchak o en el corto animado Superman: Brainiac Attacks poniéndole voz al villano. También es notable su participación en videojuegos, dobló en el aclamado Mass Effect al almirante de la quinta flota Steven Hackett el cual volvió a doblar en sus dos secuelas. También se ofreció voluntario en el nuevo proyecto de la compañía de videojuegos Bioware, Star Wars: The Old Republic, relatando pequeñas historias de su primer MMORPG, en la página oficial de Star Wars: The Old Republic. otros títulos incluyen Red Faction II, GUN o Run Like Hell. Pese a todo eso su participación más notable en un videojuego fue en el aclamado juego de guerra Call of Duty: Modern Warfare 2 interpretando al Teniente General Shepherd. Es destacable en volver al personaje de Bishop en videojuegos como Alien VS. Predator o Aliens: Colonial Marines.
En 2020 apareció en la película dirigida por Viggo Mortensen Falling, coproducida entre Canadá y Reino Unido.

### Vida personal

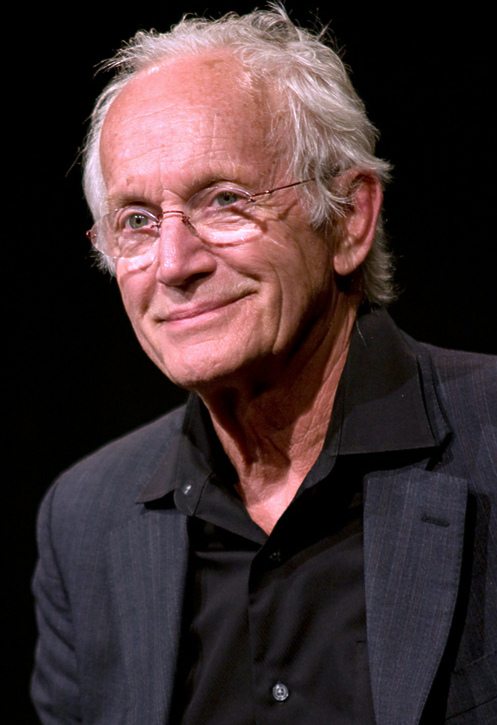
Henriksen en 2011.

Henriksen se casó con Mary Jane Evans en 1985, juntos tuvieron una niña, Alcamy Henriksen (nacido en 1987). Se divorciaron en 1989. Henriksen se casó con Jane Pollack en 1995, con la que tuvo una segunda hija, Sage Ariel Henriksen (nacida en 1999). Se divorciaron en 2006. Además de su trabajo como actor, es un consumado pintor y ceramista. Su talento como alfarero le ha permitido crear algunas de las piezas de cerámica más extraordinarias que hay en el mercado del arte hoy en día. 

## Filmografía

### Cine
| Año  | Título                             | Personaje                                                      | Observaciones             |
| ---- | ---------------------------------- | -------------------------------------------------------------- | ------------------------- |
| 1961 | The Outsider                       | Marine de los EE. UU.                                          | No acreditado             |
| 1975 | Tarde de perros                    | Murphy                                                         |                           |
| 1976 | Network                            | Abogado de Network en el palacio de Ahmed Khan (no acreditado) |                           |
| 1976 | The Next Man                       | Federal                                                        |                           |
| 1977 | Close Encounters of the Third Kind | Robert                                                         |                           |
| 1978 | Damien: Omen II                    | Sargento Neff                                                  |                           |
| 1979 | The Visitor                        | Raymond Armstead                                               |                           |
| 1981 | Piranha II: The Spawning           | Steve Kimbrough                                                |                           |
| 1981 | Prince of the City                 | Burano, fiscal de distrito                                     |                           |
| 1983 | Blood Feud                         | Mel Pierce                                                     | Película televisiva       |
| 1983 | Nightmares                         | MacLeod                                                        |                           |
| 1983 | The Right Stuff                    | Wally Schirra                                                  |                           |
| 1984 | The Terminator                     | Detective Hal Vukovich                                         |                           |
| 1985 | Jagged Edge                        | Frank Martin                                                   |                           |
| 1985 | Savage Dawn                        | Stryker                                                        |                           |
| 1986 | Aliens                             | Bishop                                                         |                           |
| 1986 | Choke Canyon                       | Brook Alastair                                                 |                           |
| 1987 | Near Dark                          | Jesse Hooker                                                   |                           |
| 1988 | Pumpkinhead                        | Ed Harley                                                      |                           |
| 1989 | House III: The Horror Show         | Detective Lucas McCarthy                                       |                           |
| 1989 | Survival Quest                     | Hank                                                           |                           |
| 1989 | Johnny Handsome                    | Rafe Garrett                                                   |                           |
| 1989 | Hit List                           | Chris Caleek                                                   |                           |
| 1990 | The Pit and the Pendulum           | Torquemada                                                     |                           |
| 1991 | Stone Cold                         | Chains Cooper                                                  |                           |
| 1992 | Jennifer 8                         | Sargento Freddy Ross                                           |                           |
| 1992 | Alien³                             | Bishop/Bishop II                                               |                           |
| 1992 | Delta Heat                         | Jackson Rivers                                                 |                           |
| 1993 | Excessive Force                    | Devlin                                                         |                           |
| 1993 | Super Mario Bros.                  | El rey                                                         | Cameo                     |
| 1993 | Man's Best Friend                  | Dr. Jarret                                                     |                           |
| 1993 | Hard Target                        | Emil Fouchon                                                   |                           |
| 1993 | Knights                            | Job                                                            |                           |
| 1994 | No Escape                          | El padre                                                       |                           |
| 1994 | Color of Night                     | Buck                                                           |                           |
| 1994 | Boulevard                          | McClaren                                                       |                           |
| 1994 | Felony                             | Taft                                                           |                           |
| 1995 | Aurora: Operation Intercept        | William Stenghel                                               |                           |
| 1995 | The Quick and the Dead             | Ace Hanlon                                                     |                           |
| 1995 | Dead Man                           | Cole Wilson                                                    |                           |
| 1995 | Powder                             | Sheriff Doug Barnum                                            |                           |
| 1995 | Mind Ripper                        | Stockton                                                       |                           |
| 1995 | The Nature of the Beast            | Jack Powell                                                    |                           |
| 1996 | Last Assassins                     | Coronel Roger McBride                                          |                           |
| 1997 | Gunfighter's Moon                  | Frank Morgan                                                   |                           |
| 1997 | No Contest II                      | Eric Dane / Erich Dengler                                      |                           |
| 1998 | The Day Lincoln Was Shot           | Abraham Lincoln                                                | Película televisiva       |
| 1999 | Tarzán                             | Kerchak                                                        | Voz                       |
| 2000 | Scream 3                           | John Milton                                                    |                           |
| 2001 | Lost Voyage                        | David Shaw                                                     | Película televisiva       |
| 2001 | The Mangler 2                      | Bradeen                                                        |                           |
| 2002 | The Untold                         | Harlan Knowles                                                 |                           |
| 2003 | Antibody                           | Dr. Richard Gaynes                                             |                           |
| 2003 | Mimic: Sentinel                    | Basurero                                                       |                           |
| 2003 | Golpe en las nubes                 | Newcastle                                                      |                           |
| 2004 | Modigliani                         | Foster Kane                                                    |                           |
| 2004 | Madhouse                           | Dr. Franks                                                     |                           |
| 2004 | Alien vs. Depredador               | Charles Bishop Weyland                                         |                           |
| 2004 | Starkweather                       | El mentor                                                      |                           |
| 2004 | Evel Knievel                       | Knoffel                                                        | Película televisiva       |
| 2004 | Paranoia 1.0                       | Howard                                                         |                           |
| 2005 | Into the West                      | Daniel Wheeler                                                 | Miniserie para televisión |
| 2005 | Tarzán 2                           | Kerchak                                                        | Voz                       |
| 2005 | Supernova                          | Coronel Harlan Williams                                        | Película televisiva       |
| 2005 | Hellraiser: Hellworld              | El anfitrión                                                   |                           |
| 2006 | When a Stranger Calls              | Voz del extraño                                                |                           |
| 2006 | The Garden                         | Ben Zachary                                                    |                           |
| 2006 | Abominable                         | Ziegler Dane                                                   |                           |
| 2006 | Sasquatch Mountain                 | Chase Jackson                                                  |                           |
| 2006 | The Da Vinci Treasure              | Dr. John Coven                                                 |                           |
| 2006 | Superman: Brainiac Attacks         | Brainiac                                                       | Voz                       |
| 2006 | Pirates of Treasure Island         | Long John Silver                                               |                           |
| 2006 | Pumpkinhead: Ashes to Ashes        | Ed Harley                                                      | Película televisiva       |
| 2007 | Pumpkinhead: Blood Feud            | Ed Harley                                                      | Película televisiva       |
| 2007 | Bone Dry                           | Jimmy                                                          |                           |
| 2007 | In the Spider's Web                | Dr. Lecorpus                                                   | Película televisiva       |
| 2007 | The Chosen One                     | Cardenal Fred (voz)                                            |                           |
| 2008 | Deadwater                          | Coronel John Willets                                           |                           |
| 2008 | Dying God                          | Chance                                                         |                           |
| 2008 | Dark Reel                          | Connor Pritchett                                               |                           |
| 2008 | Appaloosa                          | Ring Shelton                                                   |                           |
| 2008 | Necessary Evil                     | Dr. Fibrian                                                    |                           |
| 2008 | Pistol Whipped                     | El viejo                                                       |                           |
| 2008 | Prairie Fever                      | Monte James                                                    |                           |
| 2008 | Alone in the Dark II               | Abner Lundbert                                                 |                           |
| 2008 | Ladies of the House                | Frank                                                          | Película televisiva       |
| 2009 | Screamers: The Hunting             | Orsow                                                          |                           |
| 2009 | The Slammin' Salmon                | Dick Lobo                                                      |                           |
| 2009 | The Seamstress                     | Sheriff Virgil Logan                                           |                           |
| 2009 | The Lost Tribe                     | Gallo                                                          |                           |
| 2009 | Jennifer's Body                    | Motorista de paso                                              | Cameo                     |
| 2010 | Cyrus                              | Emmett                                                         |                           |
| 2010 | The Genesis Code                   | Dr. Hoffer                                                     |                           |
| 2010 | Godkiller                          | Mulciber                                                       | Voz                       |
| 2010 | Scream of the Banshee              | Broderick Duncan                                               |                           |
| 2010 | Good Day for It                    | Lyle Tyrus                                                     |                           |
| 2010 | The Witches of Oz                  | Henry Gale                                                     |                           |
| 2010 | The Penitent Man                   | Mr. Darnell                                                    |                           |
| 2011 | Beautiful Wave                     | Jimmy                                                          |                           |
| 2011 | Monster Brawl                      | Dios                                                           | Voz                       |
| 2012 | The Arcadian                       | Padre Reed                                                     |                           |
| 2013 | Gingerclown                        | Devorador de cerebros                                          | Voz                       |
| 2013 | The Book of Daniel                 | Cyrus                                                          |                           |
| 2014 | The Sector                         | Shadow Man                                                     |                           |
| 2015 | Lake Eerie                         | Pop                                                            |                           |
| 2018 | Mom and Dad                        | Mel Ryan                                                       |                           |
| 2019 | Cliffs of Freedom                  | Old Demetri                                                    |                           |
| 2020 | Falling                            | Willis                                                         |                           |
| 2022 | The Artifice Girl                  | Old Garreth                                                    |                           |

### Televisión
| Año     | Título                                 | Personaje            | Observaciones |
| ------- | -------------------------------------- | -------------------- | ------------- |
| 1980    | B.A.D. Cats                            | Timothy              |               |
| 1980    | Ryan's Hope                            | Preston Post         |               |
| 1983    | Cagney & Lacey                         | Johnny               |               |
| 1983    | Hardcastle and McCormick               | Deseau               |               |
| 1984    | The A-Team                             | Mack Dalton          |               |
| 1984    | Riptide                                | John McMasters       |               |
| 1984    | Legmen                                 | Finch                |               |
| 1984    | Cagney & Lacey                         | Sargento King        |               |
| 1984    | Hardcastle and McCormick               | Josh Fulton          |               |
| 1989    | Beauty and the Beast                   | Snow                 |               |
| 1990    | Tales from the Crypt                   | Reno Crevice         |               |
| 1991    | Tales from the Crypt                   | Sargento Ripper      |               |
| 1996-99 | Millennium                             | Frank Black          |               |
| 1999    | The X-Files                            | Frank Black          |               |
| 1999    | Harsh Realm                            | General              |               |
| 2001    | The Legend of Tarzan                   | Kerchack             | Voz           |
| 2004    | Static Shock                           | Líder de los Kobra   | Voz           |
| 2005    | Super Robot Monkey Team Hyperforce Go! | Mobius Quint         | Voz           |
| 2005    | IGPX: Immortal Grand Prix              | Andrei Rublev        | Voz           |
| 2007    | Caminhos do Coração                    | Dr. Walker           |               |
| 2008    | DEA                                    | Narrador             |               |
| 2008-09 | Transformers: Animated                 | Lockdown             | Voz           |
| 2009    | NCIS                                   | Sheriff Clay Boyd    |               |
| 2010    | The Avengers: Earth's Mightiest Heroes | Grim Reaper          | Voz           |
| 2010    | Castle                                 | Benny Stryker        |               |
| 2011    | Memphis Beat                           | Tom Harrison         |               |
| 2011    | The Dog Who Saved Halloween            | Eli Cole             |               |
| 2012    | Tron: Uprising                         | Tesler               |               |
| 2012    | The Legend of Korra                    | El teniente          | Voz           |
| 2013    | Hannibal                               | Lawrence Wells       |               |
| 2016    | Legends of Tomorrow                    | Todd Rice / Obsidian |               |

### Videojuegos
| Año  | Título                                            | Papel                    |
| ---- | ------------------------------------------------- | ------------------------ |
| 2002 | Run Like Hell                                     | Nick Conner              |
| 2002 | Red Faction II                                    | Molov                    |
| 2005 | GUN                                               | Thomas Magruder          |
| 2007 | Mass Effect                                       | Steven Hackett           |
| 2008 | Transformers Animated                             | Lockdown                 |
| 2009 | The Chronicles of Riddick: Assault on Dark Athena | Max Dacher               |
| 2009 | Call of Duty: Modern Warfare 2                    | General Shepherd         |
| 2010 | Aliens vs. Predator                               | Karl Bishop Weyland      |
| 2011 | Mass Effect 2: Arrival                            | Steven Hackett           |
| 2011 | Star Wars: The Old Republic                       | Maestro Jedi Gnost-Dural |
| 2012 | Mass Effect 3                                     | Steven Hackett           |
| 2013 | Aliens: Colonial Marines                          | Bishop/Michael Weyland   |
| 2018 | Detroit: Become Human                             | Carl Manfred             |
| 2022 | The Quarry                                        | Jedediah Hackett         |

## Premios y nominaciones
| Premio                                    | Año  | Categoría                                                                           | Trabajo nominado         | Personaje | Resultado            |
| ----------------------------------------- | ---- | ----------------------------------------------------------------------------------- | ------------------------ | --- | -------------------- |
| Globos de Oro                             | 1997 | Mejor actuación masculina en una serie de televisión - Drama                        | Millennium               | Frank Black | Nominado             |
| Globos de Oro                             | 1998 | Mejor actuación masculina en una serie de televisión - Drama                        | Millennium               | Frank Black | Nominado             |
| Globos de Oro                             | 1999 | Mejor actuación masculina en una serie de televisión - Drama                        | Millennium               | Frank Black | Nominado             |
| Premio Saturn                             | 1988 | Mejor actor                                                                         | Pumpkinhead              | Ed Harley | Nominado             |
| Premio Saturn                             | 1994 | Mejor actor secundario                                                              | Hard Target              | Emil Fouchon | Ganador              |
| Premio Saturn                             | 1997 | Mejor actor televisivo                                                              | Millennium               | Frank Black | Nominado             |
| Premio Saturn                             | 1999 | Mejor actor televisivo                                                              | Millennium               | Frank Black | Nominado             |
| Premio Saturn                             | 2009 | Premio por toda una carrera                                                         |                          | | Ganador (Honorífico) |
| Austin Fantastic Fest                     | 2006 | Mejor actor de reparto                                                              | Abominable               | Ziegler Dane | Ganador              |
| Asociación de Críticos de Cine de Chicago | 1990 | Mejor actor de reparto                                                              | Johnny Handsome          | Rafe Garrett | Nominado             |
| DVD Awards (Premios DVD)                  | 2003 | Mejor comentario en DVD                                                             | Aliens                   | "Compartido con: James Cameron, Michael Biehn, Jenette Goldstein, Carrie Henn, Christopher Henn, Gale Anne Hurd, Pat McClung, Bill Paxton, Dennis Skotak, Robert Skotak, Stan Winston | Nominado             |
| Fantafestival                             | 1991 | Mejor actor                                                                         | The Pit and the Pendulum | Torquemada | Ganador              |
| Louisville Fright Night Film Fest         | 2012 | Mejor actor                                                                         | It's in the Blood        | Russell | Ganador              |
| Method Fest                               | 2010 | Mejor actor de reparto                                                              | The Penitent Man         | Mr. Darnell | Nominado             |
| New York Horror Film Festival             | 2012 | Mejor actor                                                                         | It's in the Blood        | Russell | Ganador              |
| Premios Satellite                         | 1999 | Mejor actuación por un actor secundario en una Miniserie o película para televisión | The Day Lincoln Was Shot | Presidente Abraham Lincoln | Nominado             |

## Libros
En el año 2011 Lance publicó su biografía bajo el título Not Bad for a Human - The Life and Films of Lance Henriksen, el cual está escrito con la colaboración de Joseph Maddrey. En 2012 sacó al mercado una colección de cinco cómics, en colaboración de Joseph Maddrey y Tom Mandrake, llamada To Hell You Ride.

## Referencias

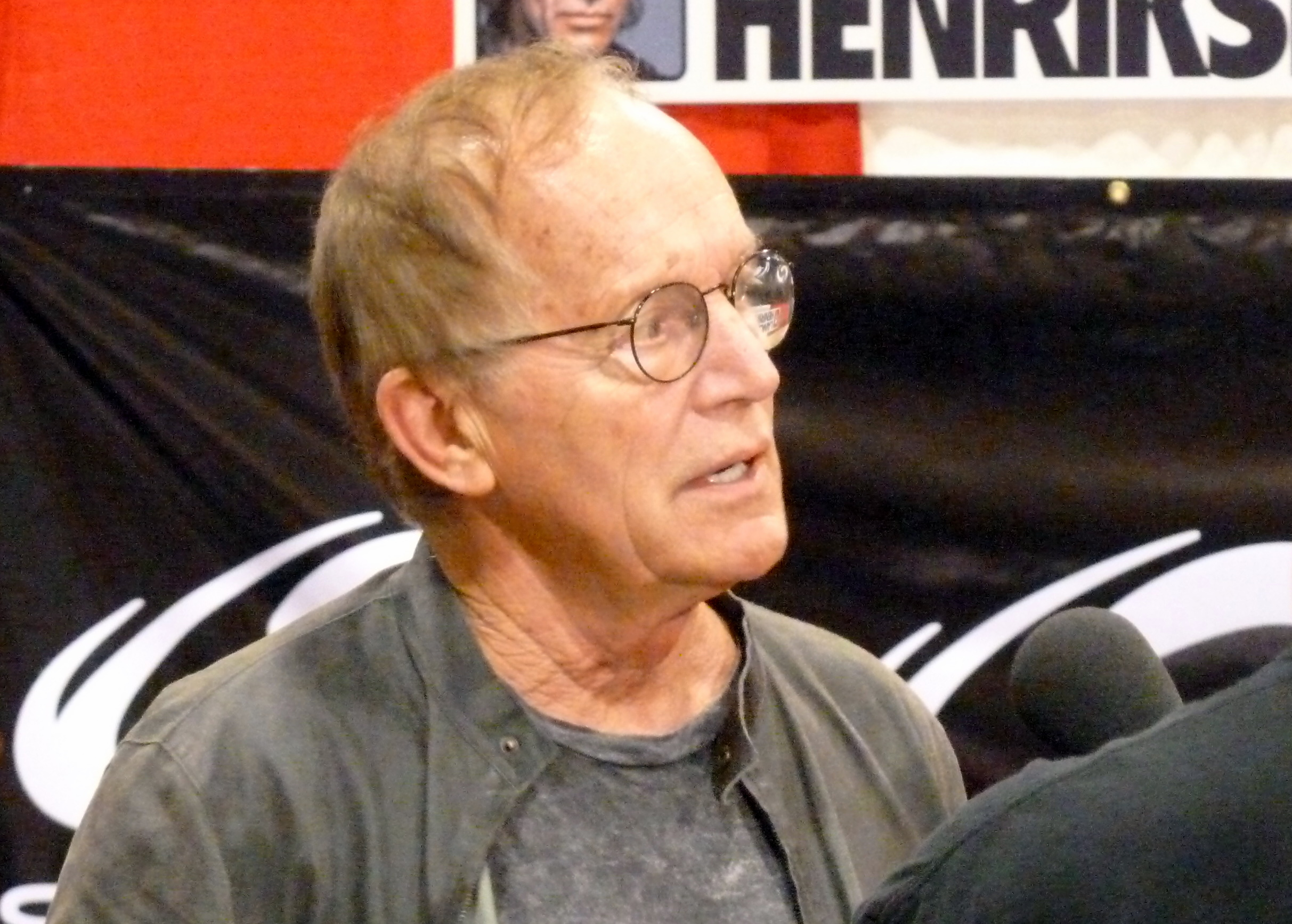
Henriksen en una convención en Toronto.